# Jean Lejeune (résistant)
« Colonel Bastien »
Pour les articles homonymes, voir Jean Lejeune (homonymie).
Jean Lejeune, né le 10 juillet 1905 à Nouméa en Nouvelle-Calédonie, mort le 25 novembre 1961 à Orléans, est un résistant français pendant la Seconde Guerre mondiale. Capitaine au long cours, il participe à l'évacuation de Dunkerque, puis forme un groupe de résistance. Il devient le responsable régional de l'Organisation civile et militaire et chef d'état-major des FFI pour la région des cinq départements du Nord de la France, gênant particulièrement les Allemands après Overlord. Il est Compagnon de la Libération.

## Biographie
Jean Lejeune naît à Nouméa en Nouvelle-Calédonie le 10 juillet 1905.
Il choisit de s'engager dans la Marine nationale en juin 1923, pour cinq ans. Il est d'abord affecté au service hydrographique de la Marine, puis à Toulon. Au bout de ses cinq ans d'engagement, il préfère s'orienter vers la marine marchande et réussit le brevet de capitaine au long cours. Il navigue alors beaucoup, surtout en direction de l'Afrique équatoriale.
Il est mobilisé en septembre 1939 au début de la Seconde Guerre mondiale, affecté à un groupe de dragueurs de mines pour défendre les côtes. Il patrouille dans la Manche, et se fait remarquer à Dunkerque en mai et juin 1940, en évacuant 800 réfugiés dans un convoi de dix-neuf navires et les menant à La Rochelle.
Il essaye ensuite de rejoindre l'Angleterre avec des camarades, mais est bloqué à La Rochelle. Démobilisé, il devient percepteur à Cancale et à Saint-Malo, et forme un groupe de résistance en rassemblant une quarantaine de personnes. Ils surveillent les activités des Allemands, et sabotent des bateaux et des moteurs.
Lejeune retourne en janvier 1941 dans les Ardennes et y rassemble des marins de l'amicale dont il est vice-président. L'année suivante, il établit le contact avec une organisation d'exfiltration d'évadés, et il contribue à l'évasion et à l'exfiltration d'une cinquantaine de personnes. Il se rattache en septembre 1942 à l'Organisation civile et militaire. Il organise à partir du début 1943 le ravitaillement des maquis du Nord et des Ardennes. Il transporte d'importants stocks de munitions et d'explosifs, organise le harcèlement des occupants par des destructions et des sabotages, s'empare d'une dizaine de camionnettes et de leur matériel.
Échappant à deux reprises à l'arrestation par la Gestapo, à partir de novembre 1943 il quitte les Ardennes et change plusieurs fois d'affectation. Il est successivement adjoint au chef régional de l'OCM à Paris, puis dans le Nord, et sous le nom de « colonel Bastien » il devient en mai 1944 le responsable régional de l'Organisation civile et militaire et le chef d'état-major des FFI pour la région A, comprenant les départements de la Seine-inférieure, de la Somme, du Pas-de-Calais, du Nord et de l'Aisne,.
Le « colonel Bastien » intensifie les actions contre les ennemis à partir du débarquement de Normandie en juin 1944, faisant attaquer de façon incessante les convois allemands et leurs détachements, participant au recul des Allemands dans la région Nord,. Un contrôle à Cambrai provoque son arrestation, mais il arrive à s'évader et rejoint le maquis de Mazinghien. Il continue alors ses actions jusqu'à la Libération.
Il est créé Compagnon de la Libération par le décret du 19 octobre 1945.
Après la guerre, Jean Lejeune devient président d'une entreprise de cyclomoteurs.
Il meurt accidentellement le 25 novembre 1961 à Orléans.

## Distinctions
- Officier de la Légion d'honneur
- Compagnon de la Libération par décret du 19 octobre 1945
- Croix de guerre 1939–1945
- Médaille de la Résistance française par décret du 31 mars 1947[4]

Son portrait est exposé avec ceux des cinq autres compagnons de la Libération liés aux Ardennes, sur le mur de l'esplanade Roger Mas, à Charleville-Mézières, en France, du  31 août au 7 novembre 2024, à l'occasion de l'exposition de 110 photographies de compagnons de la Libération réalisés par le studio Harcourt.